# Llista de topònims de la Sénia
Llista de topònims (noms propis de lloc) del municipi de la Sénia, al Montsià
Informació actualitzada per un bot. Els canvis manuals es perdran quan s'actualitzi!

## arbre singular
| imatge | Nom                                | Ubicat a | instància de   | Detalls                                                                                | coordenades                                                                                                 | Protecció        | Commons (més fotos)                | Dades a WD                    |
| ------ | ---------------------------------- | -------- | -------------- | -------------------------------------------------------------------------------------- | --- | ---------------- | ---------------------------------- | ----------------------------- |
|        | carrasca Grossa de les Vallcaneres | la Sénia | arbre singular | Taxon: carrasca (Quercus rotundifolia) Ample: 17m Alt: 16.5m Perímetre: 2.25m          | 40° 45′ 10″ N, 0° 15′ 13″ E / 40.75284°N,0.25372°E ca:Les Vallcaneres, font de la Carrasca Grossa 1075 msnm | arbre monumental | Carrasca Grossa de les Vallcaneres | Modifica les dades a Wikidata |
|        | faig Pare                          | la Sénia | arbre singular | Taxon: faig (Fagus sylvatica) Ample: 28m Alt: 25m Perímetre: 4m                        | 40° 45′ 07″ N, 0° 16′ 33″ E / 40.75206°N,0.27585°E ca:El Retaule 1065 msnm                                  | arbre monumental | Faig Pare                          | Modifica les dades a Wikidata |
|        | pi Gros del Retaule                | la Sénia | arbre singular | Taxon: pinassa (Pinus nigra subsp. salzmannii) Ample: 22.5m Alt: 31.5m Perímetre: 4.6m | 40° 44′ 51″ N, 0° 15′ 53″ E / 40.7476°N,0.26475°E ca:El Retaule 1030 msnm                                   | arbre monumental | Pi Gros del Retaule                | Modifica les dades a Wikidata |
|        | teix de la Coscollosa              | la Sénia | arbre singular | Taxon: teix (Taxus baccata) Ample: 16m Alt: 14m Perímetre: 4.38m                       | 40° 45′ 46″ N, 0° 13′ 15″ E / 40.762763°N,0.220853°E ca:Barranc de la Coscollosa 930 msnm                   | arbre monumental | Teix de la Coscollosa              | Modifica les dades a Wikidata |

## avenc
| imatge | Nom              | Ubicat a | instància de | Detalls | coordenades                                                          | Protecció | Commons (més fotos) | Dades a WD                    |
| ------ | ---------------- | -------- | ------------ | ------- | -------------------------------------------------------------------- | --------- | ------------------- | ----------------------------- |
|        | avenc de Maçana  | la Sénia | avenc        |         | 40° 46′ 36″ N, 0° 14′ 38″ E / 40.7767641120604°N,0.244016881423601°E |           |                     | Modifica les dades a Wikidata |
|        | avenc de la Mola | la Sénia | avenc        |         | 40° 45′ 04″ N, 0° 15′ 53″ E / 40.7509755234619°N,0.264767290952674°E |           |                     | Modifica les dades a Wikidata |

## barraca de vinya
| imatge | Nom              | Ubicat a | instància de     | Detalls                     | coordenades | Protecció                                  | Commons (més fotos) | Dades a WD                    |
| ------ | ---------------- | -------- | ---------------- | --------------------------- | ----------- | ------------------------------------------ | ------------------- | ----------------------------- |
|        | Barraca de pedra | la Sénia | barraca de vinya | Estil: arquitectura popular |             | bé integrant del patrimoni cultural català |                     | Modifica les dades a Wikidata |
|        | Cabana de vinya  | la Sénia | barraca de vinya | Estil: arquitectura popular |             | bé integrant del patrimoni cultural català |                     | Modifica les dades a Wikidata |

## cabana
| imatge | Nom                     | Ubicat a | instància de | Detalls | coordenades                                                          | Protecció | Commons (més fotos) | Dades a WD                    |
| ------ | ----------------------- | -------- | ------------ | ------- | -------------------------------------------------------------------- | --------- | ------------------- | ----------------------------- |
|        | Corral Roig             | la Sénia | cabana       |         | 40° 38′ 04″ N, 0° 20′ 45″ E / 40.6345383873272°N,0.34570582391212°E  |           |                     | Modifica les dades a Wikidata |
|        | caseta de Galia         | la Sénia | cabana       |         | 40° 39′ 37″ N, 0° 20′ 29″ E / 40.6601483549353°N,0.341496723600812°E |           |                     | Modifica les dades a Wikidata |
|        | caseta de Notari        | la Sénia | cabana       |         | 40° 39′ 56″ N, 0° 19′ 43″ E / 40.6655155924293°N,0.328579295606253°E |           |                     | Modifica les dades a Wikidata |
|        | caseta de Pales         | la Sénia | cabana       |         | 40° 39′ 51″ N, 0° 20′ 31″ E / 40.6643034372618°N,0.342005862475349°E |           |                     | Modifica les dades a Wikidata |
|        | caseta del Carnisser    | la Sénia | cabana       |         | 40° 38′ 25″ N, 0° 20′ 21″ E / 40.6403082474092°N,0.339281157170447°E |           |                     | Modifica les dades a Wikidata |
|        | caseta del Roer         | la Sénia | cabana       |         | 40° 37′ 46″ N, 0° 18′ 29″ E / 40.6293725492285°N,0.30817333628388°E  |           |                     | Modifica les dades a Wikidata |
|        | corral d'en Julià       | la Sénia | cabana       |         | 40° 41′ 38″ N, 0° 18′ 34″ E / 40.6938513766641°N,0.309542466672545°E |           |                     | Modifica les dades a Wikidata |
|        | corral de Caliu         | la Sénia | cabana       |         | 40° 38′ 42″ N, 0° 18′ 05″ E / 40.6450650741983°N,0.301310643379164°E |           |                     | Modifica les dades a Wikidata |
|        | corral de Frederic Pla  | la Sénia | cabana       |         | 40° 41′ 27″ N, 0° 19′ 01″ E / 40.6909580910676°N,0.316806246412446°E |           |                     | Modifica les dades a Wikidata |
|        | corral de Júlio         | la Sénia | cabana       |         | 40° 40′ 04″ N, 0° 16′ 53″ E / 40.6678815045382°N,0.281404573548162°E |           |                     | Modifica les dades a Wikidata |
|        | corral de Roquillo      | la Sénia | cabana       |         | 40° 38′ 40″ N, 0° 18′ 57″ E / 40.6443494795691°N,0.315813344823207°E |           |                     | Modifica les dades a Wikidata |
|        | corral de Serret        | la Sénia | cabana       |         | 40° 39′ 18″ N, 0° 16′ 39″ E / 40.6550147869013°N,0.277397596353231°E |           |                     | Modifica les dades a Wikidata |
|        | corral de Sorolla       | la Sénia | cabana       |         | 40° 45′ 19″ N, 0° 11′ 51″ E / 40.7552663257932°N,0.197384975043415°E |           |                     | Modifica les dades a Wikidata |
|        | corral de Teodoro       | la Sénia | cabana       |         | 40° 40′ 42″ N, 0° 17′ 10″ E / 40.6784384222891°N,0.286015461706135°E |           |                     | Modifica les dades a Wikidata |
|        | corral de Valero        | la Sénia | cabana       |         | 40° 41′ 25″ N, 0° 19′ 23″ E / 40.6902408552585°N,0.323153962154102°E |           |                     | Modifica les dades a Wikidata |
|        | corral de l'Andreu      | la Sénia | cabana       |         | 40° 38′ 58″ N, 0° 18′ 00″ E / 40.6494572168605°N,0.300010118955696°E |           |                     | Modifica les dades a Wikidata |
|        | corral de la Bassa      | la Sénia | cabana       |         | 40° 44′ 44″ N, 0° 10′ 57″ E / 40.7454569197103°N,0.182567282330268°E |           |                     | Modifica les dades a Wikidata |
|        | corral de la Roqueta    | la Sénia | cabana       |         | 40° 38′ 47″ N, 0° 16′ 47″ E / 40.6463593933867°N,0.279712635101365°E |           |                     | Modifica les dades a Wikidata |
|        | corral de la Vallcanera | la Sénia | cabana       |         | 40° 45′ 10″ N, 0° 14′ 54″ E / 40.7527081442452°N,0.248244647010872°E |           |                     | Modifica les dades a Wikidata |
|        | corral de les Caberoles | la Sénia | cabana       |         | 40° 39′ 55″ N, 0° 18′ 22″ E / 40.6654085940422°N,0.306156185940736°E |           |                     | Modifica les dades a Wikidata |
|        | corral de les Coves     | la Sénia | cabana       |         | 40° 37′ 37″ N, 0° 19′ 31″ E / 40.6269161633085°N,0.325331147459896°E |           |                     | Modifica les dades a Wikidata |
|        | corral del Bessonet     | la Sénia | cabana       |         | 40° 38′ 52″ N, 0° 16′ 33″ E / 40.6478618438563°N,0.275820081357791°E |           |                     | Modifica les dades a Wikidata |
|        | corral del Boixet       | la Sénia | cabana       |         | 40° 45′ 14″ N, 0° 10′ 35″ E / 40.7540185095873°N,0.176508492073342°E |           |                     | Modifica les dades a Wikidata |
|        | corral del Palau        | la Sénia | cabana       |         | 40° 39′ 48″ N, 0° 17′ 28″ E / 40.663461954257°N,0.291106019962063°E  |           |                     | Modifica les dades a Wikidata |
|        | corrals de Júlio        | la Sénia | cabana       |         | 40° 39′ 48″ N, 0° 16′ 58″ E / 40.6634400955782°N,0.282897999197145°E |           |                     | Modifica les dades a Wikidata |

## casa
| imatge | Nom                                    | Ubicat a | instància de | Detalls                                            | coordenades                                                            | Protecció                                  | Commons (més fotos) | Dades a WD                    |
| ------ | -------------------------------------- | -------- | ------------ | -------------------------------------------------- | ---------------------------------------------------------------------- | ------------------------------------------ | ------------------- | ----------------------------- |
|        | Casa Abella                            | la Sénia | casa         | Estil: arquitectura popular                        | 40° 38′ 05″ N, 0° 16′ 51″ E / 40.634809°N,0.280785°E                   | bé integrant del patrimoni cultural català |                     | Modifica les dades a Wikidata |
|        | Casa Aliau                             | la Sénia | casa         | Estil: arquitectura popular noucentisme            | 40° 38′ 04″ N, 0° 16′ 57″ E / 40.634307°N,0.282402°E                   | bé integrant del patrimoni cultural català |                     | Modifica les dades a Wikidata |
|        | Casa Froilan                           | la Sénia | casa         | Estil: noucentisme                                 | 40° 38′ 06″ N, 0° 16′ 50″ E / 40.635039°N,0.28061°E ca:Sant Antoni, 10 | bé integrant del patrimoni cultural català |                     | Modifica les dades a Wikidata |
|        | Casa Prades                            | la Sénia | casa         | Estil: arquitectura popular                        | 40° 38′ 12″ N, 0° 16′ 52″ E / 40.636546°N,0.281093°E                   | bé integrant del patrimoni cultural català |                     | Modifica les dades a Wikidata |
|        | Casa Vidal                             | la Sénia | casa         | Estil: arquitectura popular                        | 40° 38′ 05″ N, 0° 16′ 50″ E / 40.634692°N,0.280423°E                   | bé integrant del patrimoni cultural català |                     | Modifica les dades a Wikidata |
|        | Casa del Mossèn Bel                    | la Sénia | casa         |                                                    | 40° 38′ 06″ N, 0° 16′ 49″ E / 40.635102°N,0.280241°E                   | bé integrant del patrimoni cultural català |                     | Modifica les dades a Wikidata |
|        | Façana d'habitatge al carrer Major, 57 | la Sénia | casa         | Estil: arquitectura popular                        | 40° 38′ 07″ N, 0° 16′ 43″ E / 40.635291°N,0.278474°E                   | bé integrant del patrimoni cultural català |                     | Modifica les dades a Wikidata |
|        | Habitatge medieval                     | la Sénia | casa         | Estil: arquitectura popular                        | 40° 38′ 05″ N, 0° 16′ 46″ E / 40.634768°N,0.279576°E                   | bé integrant del patrimoni cultural català |                     | Modifica les dades a Wikidata |
|        | habitatge al carrer Clotada, 11        | la Sénia | casa         | Estil: noucentisme                                 | 40° 38′ 10″ N, 0° 16′ 57″ E / 40.636007°N,0.28244°E                    | bé integrant del patrimoni cultural català |                     | Modifica les dades a Wikidata |
|        | habitatge al carrer Major, 44          | la Sénia | casa         | Estil: arquitectura popular                        | 40° 38′ 08″ N, 0° 16′ 44″ E / 40.635419°N,0.278786°E                   | bé integrant del patrimoni cultural català |                     | Modifica les dades a Wikidata |
|        | habitatge al carrer Sant Miquel, 28-32 | la Sénia | casa         | Estil: arquitectura popular arquitectura eclèctica | 40° 38′ 03″ N, 0° 16′ 58″ E / 40.634035°N,0.282732°E                   | bé integrant del patrimoni cultural català |                     | Modifica les dades a Wikidata |

## cova
| imatge | Nom                    | Ubicat a | instància de | Detalls | coordenades                                                          | Protecció | Commons (més fotos) | Dades a WD                    |
| ------ | ---------------------- | -------- | ------------ | ------- | -------------------------------------------------------------------- | --------- | ------------------- | ----------------------------- |
|        | Cova Beneta            | la Sénia | cova         |         | 40° 46′ 04″ N, 0° 16′ 14″ E / 40.7678385488907°N,0.270543876424905°E |           |                     | Modifica les dades a Wikidata |
|        | Cova Freda             | la Sénia | cova         |         | 40° 44′ 34″ N, 0° 13′ 17″ E / 40.7426543612311°N,0.22149294366921°E  |           |                     | Modifica les dades a Wikidata |
|        | Cova Soterranya        | la Sénia | cova         |         | 40° 37′ 40″ N, 0° 20′ 16″ E / 40.6276523267881°N,0.337691346513057°E |           |                     | Modifica les dades a Wikidata |
|        | Cova Trobada           | la Sénia | cova         |         | 40° 44′ 53″ N, 0° 14′ 31″ E / 40.7480111495801°N,0.242031169860525°E |           |                     | Modifica les dades a Wikidata |
|        | Coveta d'en Granell    | la Sénia | cova         |         | 40° 41′ 56″ N, 0° 17′ 33″ E / 40.6989950182202°N,0.292624761413775°E |           |                     | Modifica les dades a Wikidata |
|        | Coveta de la Cansalada | la Sénia | cova         |         | 40° 42′ 42″ N, 0° 14′ 13″ E / 40.7117414805588°N,0.236841553284772°E |           |                     | Modifica les dades a Wikidata |
|        | Coveta de la Maçanera  | la Sénia | cova         |         | 40° 42′ 00″ N, 0° 16′ 46″ E / 40.6999885479396°N,0.279341284810568°E |           |                     | Modifica les dades a Wikidata |
|        | Coveta de la Viuda     | la Sénia | cova         |         | 40° 44′ 08″ N, 0° 14′ 49″ E / 40.7354271334179°N,0.246885145005063°E |           |                     | Modifica les dades a Wikidata |
|        | Coveta dels Cullerers  | la Sénia | cova         |         | 40° 42′ 50″ N, 0° 16′ 00″ E / 40.7137652380274°N,0.266587737624239°E |           |                     | Modifica les dades a Wikidata |
|        | Coveta dels Panaders   | la Sénia | cova         |         | 40° 42′ 34″ N, 0° 15′ 43″ E / 40.7093251073017°N,0.262046677758247°E |           |                     | Modifica les dades a Wikidata |
|        | cova d'Escardillo      | la Sénia | cova         |         | 40° 44′ 31″ N, 0° 12′ 06″ E / 40.7420492919253°N,0.201682401389369°E |           |                     | Modifica les dades a Wikidata |
|        | cova d'en Bram         | la Sénia | cova         |         | 40° 41′ 04″ N, 0° 19′ 28″ E / 40.6845081699874°N,0.324531220555189°E |           |                     | Modifica les dades a Wikidata |
|        | cova de Soterranya     | la Sénia | cova         |         | 40° 37′ 42″ N, 0° 20′ 04″ E / 40.628457894183°N,0.334349095307153°E  |           |                     | Modifica les dades a Wikidata |
|        | cova de l'Aigua        | la Sénia | cova         |         | 40° 44′ 44″ N, 0° 15′ 10″ E / 40.745592822469°N,0.252789776614488°E  |           |                     | Modifica les dades a Wikidata |
|        | cova de la Palla       | la Sénia | cova         |         | 40° 45′ 17″ N, 0° 14′ 02″ E / 40.7548530885105°N,0.233990055529341°E |           |                     | Modifica les dades a Wikidata |
|        | cova de la Paredada    | la Sénia | cova         |         | 40° 42′ 47″ N, 0° 16′ 35″ E / 40.7130444100552°N,0.276477599943701°E |           |                     | Modifica les dades a Wikidata |
|        | cova de la Punta       | la Sénia | cova         |         | 40° 44′ 29″ N, 0° 16′ 36″ E / 40.7414183524238°N,0.276539486545015°E |           |                     | Modifica les dades a Wikidata |
|        | cova de la Puça        | la Sénia | cova         |         | 40° 43′ 50″ N, 0° 15′ 38″ E / 40.7304926582907°N,0.260562883981524°E |           |                     | Modifica les dades a Wikidata |
|        | cova de les Ortigues   | la Sénia | cova         |         | 40° 41′ 26″ N, 0° 18′ 43″ E / 40.6905864948264°N,0.31206419789824°E  |           |                     | Modifica les dades a Wikidata |
|        | cova de na Roja        | la Sénia | cova         |         | 40° 43′ 22″ N, 0° 13′ 56″ E / 40.7229051111244°N,0.232117587130798°E |           |                     | Modifica les dades a Wikidata |
|        | cova del Fesol         | la Sénia | cova         |         | 40° 38′ 46″ N, 0° 16′ 10″ E / 40.6461371482248°N,0.269540071406421°E |           |                     | Modifica les dades a Wikidata |
|        | cova del Prat          | la Sénia | cova         |         | 40° 45′ 01″ N, 0° 12′ 40″ E / 40.7502944323419°N,0.211131238852405°E |           |                     | Modifica les dades a Wikidata |
|        | cova del Romiguer      | la Sénia | cova         |         | 40° 42′ 50″ N, 0° 16′ 53″ E / 40.713900845496°N,0.281473541269805°E  |           |                     | Modifica les dades a Wikidata |
|        | cova del Saüc          | la Sénia | cova         |         | 40° 42′ 42″ N, 0° 14′ 35″ E / 40.7115582240031°N,0.243110832297663°E |           |                     | Modifica les dades a Wikidata |
|        | cova dels Bous         | la Sénia | cova         |         | 40° 44′ 09″ N, 0° 14′ 56″ E / 40.7357374790648°N,0.248944545664328°E |           |                     | Modifica les dades a Wikidata |
|        | cova dels Cirers       | la Sénia | cova         |         | 40° 44′ 54″ N, 0° 14′ 56″ E / 40.7484148986947°N,0.248753380021831°E |           |                     | Modifica les dades a Wikidata |
|        | cova dels Cocons       | la Sénia | cova         |         | 40° 41′ 35″ N, 0° 18′ 25″ E / 40.6930443450583°N,0.306995212228771°E |           |                     | Modifica les dades a Wikidata |
|        | cova dels Àngels       | la Sénia | cova         |         | 40° 43′ 28″ N, 0° 14′ 53″ E / 40.7244842071777°N,0.248046815182486°E |           |                     | Modifica les dades a Wikidata |
|        | les Barraques          | la Sénia | cova         |         | 40° 44′ 16″ N, 0° 15′ 16″ E / 40.737766628923°N,0.25434352069439°E   |           |                     | Modifica les dades a Wikidata |

## edifici
| imatge | Nom                                         | Ubicat a | instància de | Detalls                                 | coordenades                                                                         | Protecció                                  | Commons (més fotos)          | Dades a WD                    |
| ------ | ------------------------------------------- | -------- | ------------ | --------------------------------------- | ----------------------------------------------------------------------------------- | ------------------------------------------ | ---------------------------- | ----------------------------- |
|        | Antic ajuntament                            | la Sénia | edifici      | Estil: gòtic tardà                      | 40° 38′ 05″ N, 0° 16′ 45″ E / 40.634715°N,0.279142°E ca:Cardenal Cisneros, 21       | bé cultural d'interès local                |                              | Modifica les dades a Wikidata |
|        | Antiga fàbrica de paper                     | la Sénia | edifici      | Estil: arquitectura popular             | 40° 38′ 38″ N, 0° 16′ 16″ E / 40.643822°N,0.271113°E ca:Camí del Pont de Malany     | bé integrant del patrimoni cultural català |                              | Modifica les dades a Wikidata |
|        | Casa abadia parroquial                      | la Sénia | edifici      |                                         | 40° 38′ 05″ N, 0° 16′ 47″ E / 40.634738°N,0.27968°E                                 | bé cultural d'interès local                |                              | Modifica les dades a Wikidata |
|        | Casino                                      | la Sénia | edifici      |                                         | 40° 38′ 08″ N, 0° 16′ 51″ E / 40.635569°N,0.280908°E ca:Sant Antoni / Ramon i Cajal | bé integrant del patrimoni cultural català | Casino de la Sénia           | Modifica les dades a Wikidata |
|        | Centre Republicà                            | la Sénia | edifici      | Estil: arquitectura popular noucentisme | 40° 38′ 06″ N, 0° 16′ 57″ E / 40.634961°N,0.28243°E                                 | bé integrant del patrimoni cultural català | Centre Republicà de la Sénia | Modifica les dades a Wikidata |
|        | Cine Club                                   | la Sénia | edifici      |                                         | 40° 38′ 06″ N, 0° 16′ 54″ E / 40.634881°N,0.281765°E                                | bé integrant del patrimoni cultural català |                              | Modifica les dades a Wikidata |
|        | Construcció medieval del carrer Galileu, 21 | la Sénia | edifici      |                                         | 40° 38′ 08″ N, 0° 16′ 42″ E / 40.635438°N,0.278287°E                                | bé cultural d'interès local                |                              | Modifica les dades a Wikidata |
|        | Escoles municipals de la Clotada            | la Sénia | edifici      | Estil: noucentisme 20th century         | 40° 38′ 12″ N, 0° 17′ 00″ E / 40.636735°N,0.283321°E ca:Pg. de la Clotada, 23       | bé cultural d'interès local                |                              | Modifica les dades a Wikidata |
|        | Restaurant El Trull                         | la Sénia | edifici      | Estil: arquitectura popular             | 40° 38′ 03″ N, 0° 16′ 56″ E / 40.63416°N,0.282114°E                                 | bé integrant del patrimoni cultural català |                              | Modifica les dades a Wikidata |
|        | Tenda d'Eulogio                             | la Sénia | edifici      | Estil: arquitectura popular             | 40° 38′ 06″ N, 0° 16′ 48″ E / 40.635043°N,0.279888°E                                | bé integrant del patrimoni cultural català |                              | Modifica les dades a Wikidata |
|        | Tenda de Lluís Salvador                     | la Sénia | edifici      | Estil: arquitectura popular             | 40° 38′ 04″ N, 0° 16′ 49″ E / 40.634431°N,0.280389°E                                | bé integrant del patrimoni cultural català |                              | Modifica les dades a Wikidata |
|        | Terrassa de la plaça Major i pèrgola        | la Sénia | edifici      |                                         | 40° 38′ 04″ N, 0° 16′ 46″ E / 40.634494°N,0.279545°E                                | bé integrant del patrimoni cultural català |                              | Modifica les dades a Wikidata |
|        | forn de Raimundo                            | la Sénia | edifici      | Estil: arquitectura popular             | 40° 38′ 05″ N, 0° 16′ 46″ E / 40.634753°N,0.279525°E ca:Major, 19                   | bé integrant del patrimoni cultural català | Forn de Raimundo (la Sénia)  | Modifica les dades a Wikidata |

## entitat singular de població
| imatge | Nom       | Ubicat a | instància de                                   | Detalls  | coordenades                                                                | Protecció | Commons (més fotos) | Dades a WD                    |
| ------ | --------- | -------- | ---------------------------------------------- | -------- | -------------------------------------------------------------------------- | --------- | ------------------- | ----------------------------- |
|        | els Plans | la Sénia | entitat singular de població                   | 47 hab   | 40° 38′ 10″ N, 0° 19′ 23″ E / 40.63602892171°N,0.32294516863644°E 303 msnm |           |                     | Modifica les dades a Wikidata |
|        | la Sènia  | la Sénia | entitat singular de població capital municipal | 5571 hab | 40° 38′ 10″ N, 0° 16′ 57″ E / 40.6361383°N,0.28236554°E 363 msnm           |           |                     | Modifica les dades a Wikidata |

## església
| imatge | Nom                          | Ubicat a | instància de    | Detalls                     | coordenades                                         | Protecció                                  | Commons (més fotos)                    | Dades a WD                    |
| ------ | ---------------------------- | -------- | --------------- | --------------------------- | --------------------------------------------------- | ------------------------------------------ | -------------------------------------- | ----------------------------- |
|        | Sant Bartomeu de la Sénia    | la Sénia | església        | Estil: arquitectura barroca | 40° 38′ 06″ N, 0° 16′ 48″ E / 40.63487°N,0.27993°E  | bé cultural d'interès local                | Sant Bartomeu de la Sénia              | Modifica les dades a Wikidata |
|        | l'Ermiteta dels Sants Metges | la Sénia | església ermita | Estil: arquitectura popular | 40° 38′ 46″ N, 0° 16′ 16″ E / 40.64622°N,0.271193°E | bé integrant del patrimoni cultural català | Ermiteta dels Sants Metges de la Sénia | Modifica les dades a Wikidata |

## font
| imatge | Nom                           | Ubicat a | instància de | Detalls                     | coordenades                                                                                      | Protecció                                  | Commons (més fotos)          | Dades a WD                    |
| ------ | ----------------------------- | -------- | ------------ | --------------------------- | ------------------------------------------------------------------------------------------------ | ------------------------------------------ | ---------------------------- | ----------------------------- |
|        | Font nova de la plaça Major   | la Sénia | font         |                             |                                                                                                  | bé integrant del patrimoni cultural català |                              | Modifica les dades a Wikidata |
|        | font Ferrera                  | la Sénia | font         |                             | 40° 43′ 39″ N, 0° 12′ 15″ E / 40.7273929120175°N,0.20420308114548°E                              |                                            |                              | Modifica les dades a Wikidata |
|        | font de l'Espinal             | la Sénia | font         |                             | 40° 45′ 30″ N, 0° 15′ 43″ E / 40.7583207758918°N,0.26191929697395°E                              |                                            |                              | Modifica les dades a Wikidata |
|        | font de l'Onso                | la Sénia | font         |                             | 40° 45′ 36″ N, 0° 16′ 24″ E / 40.7599630109191°N,0.273448608464792°E                             |                                            |                              | Modifica les dades a Wikidata |
|        | font de la Carrasca           | la Sénia | font         |                             | 40° 45′ 12″ N, 0° 15′ 32″ E / 40.753421473839°N,0.25901746669043°E                               |                                            |                              | Modifica les dades a Wikidata |
|        | font de les Bassetes          | la Sénia | font         |                             | 40° 45′ 52″ N, 0° 13′ 36″ E / 40.76435506938°N,0.22658342276112°E                                |                                            |                              | Modifica les dades a Wikidata |
|        | font del Bassiot              | la Sénia | font         |                             | 40° 44′ 09″ N, 0° 13′ 25″ E / 40.7359047125997°N,0.223597531523768°E                             |                                            |                              | Modifica les dades a Wikidata |
|        | font del Draper               | la Sénia | font         | Estil: arquitectura popular | 40° 37′ 48″ N, 0° 16′ 42″ E / 40.630116°N,0.278232°E ca:Passera de la Sènia a la fàbrica Calduch | bé integrant del patrimoni cultural català |                              | Modifica les dades a Wikidata |
|        | font del Faig                 | la Sénia | font         |                             | 40° 45′ 14″ N, 0° 14′ 28″ E / 40.753898068449°N,0.24123145667898°E                               |                                            |                              | Modifica les dades a Wikidata |
|        | font del Pouet de la Maçanera | la Sénia | font         |                             | 40° 42′ 10″ N, 0° 16′ 49″ E / 40.7028726651808°N,0.280182511144719°E                             |                                            |                              | Modifica les dades a Wikidata |
|        | font del Racó Tancat          | la Sénia | font         |                             | 40° 43′ 20″ N, 0° 16′ 12″ E / 40.7221145738326°N,0.269998840621948°E                             |                                            |                              | Modifica les dades a Wikidata |
|        | font del Retaule              | la Sénia | font         |                             | 40° 44′ 55″ N, 0° 15′ 56″ E / 40.7486868173388°N,0.265488847529303°E                             |                                            |                              | Modifica les dades a Wikidata |
|        | font del Teix                 | la Sénia | font         | Estil: arquitectura popular | 40° 45′ 53″ N, 0° 13′ 58″ E / 40.7646222222°N,0.232861111111°E                                   | bé integrant del patrimoni cultural català |                              | Modifica les dades a Wikidata |
|        | font del carrer del Carme     | la Sénia | font         | Estil: arquitectura popular | 40° 38′ 12″ N, 0° 16′ 51″ E / 40.636584°N,0.280819°E ca:Carme / Saragossa                        | bé integrant del patrimoni cultural català |                              | Modifica les dades a Wikidata |
|        | font dels Capellans           | la Sénia | font         |                             | 40° 38′ 37″ N, 0° 16′ 01″ E / 40.6436195807598°N,0.267064925624344°E                             |                                            |                              | Modifica les dades a Wikidata |
|        | font dels Àngels              | la Sénia | font         |                             | 40° 43′ 34″ N, 0° 14′ 50″ E / 40.726116982937°N,0.24711561418923°E                               |                                            |                              | Modifica les dades a Wikidata |
|        | font vella de la plaça Major  | la Sénia | font         | Estil: arquitectura popular | 40° 38′ 05″ N, 0° 16′ 49″ E / 40.63475°N,0.280178°E ca:Plaça Major                               | bé integrant del patrimoni cultural català | Font vella de la plaça Major | Modifica les dades a Wikidata |

## granja
| imatge | Nom                     | Ubicat a | instància de | Detalls | coordenades                                                                   | Protecció | Commons (més fotos) | Dades a WD                    |
| ------ | ----------------------- | -------- | ------------ | ------- | ----------------------------------------------------------------------------- | --------- | ------------------- | ----------------------------- |
|        | Concassot               | la Sénia | granja       |         | 40° 37′ 56″ N, 0° 18′ 58″ E / 40.632264759304°N,0.31600193420867°E            |           |                     | Modifica les dades a Wikidata |
|        | Granges Cotarro         | la Sénia | granja       |         | 40° 38′ 44″ N, 0° 19′ 47″ E / 40.6455643534931°N,0.329742122669374°E          |           |                     | Modifica les dades a Wikidata |
|        | Granges Loliba          | la Sénia | granja       |         | 40° 38′ 30″ N, 0° 17′ 32″ E / 40.6416900964978°N,0.292199866959251°E 399 msnm |           | Granges Loliba      | Modifica les dades a Wikidata |
|        | Granges d'Andreu        | la Sénia | granja       |         | 40° 38′ 43″ N, 0° 19′ 33″ E / 40.6452321939702°N,0.325900344907722°E          |           |                     | Modifica les dades a Wikidata |
|        | Granges de la Concassot | la Sénia | granja       |         | 40° 37′ 57″ N, 0° 18′ 50″ E / 40.6326155935096°N,0.313989965227932°E          |           |                     | Modifica les dades a Wikidata |
|        | Granja Balaguer         | la Sénia | granja       |         | 40° 38′ 35″ N, 0° 17′ 35″ E / 40.6431155157795°N,0.293064555801584°E          |           |                     | Modifica les dades a Wikidata |
|        | Granja Eloi             | la Sénia | granja       |         | 40° 37′ 43″ N, 0° 18′ 41″ E / 40.6287466288591°N,0.31146143934489°E           |           |                     | Modifica les dades a Wikidata |
|        | Granja Floi             | la Sénia | granja       |         | 40° 37′ 44″ N, 0° 18′ 32″ E / 40.6287555761365°N,0.30875377559568°E           |           |                     | Modifica les dades a Wikidata |
|        | Granja Remígio          | la Sénia | granja       |         | 40° 38′ 04″ N, 0° 18′ 18″ E / 40.6344392098357°N,0.304895658643227°E          |           |                     | Modifica les dades a Wikidata |
|        | Granja de Bel           | la Sénia | granja       |         | 40° 38′ 55″ N, 0° 17′ 51″ E / 40.6486118178511°N,0.297371588976904°E          |           |                     | Modifica les dades a Wikidata |
|        | Granja de Catarro       | la Sénia | granja       |         | 40° 38′ 49″ N, 0° 19′ 30″ E / 40.646882351161°N,0.3248762862023°E             |           |                     | Modifica les dades a Wikidata |
|        | Granja de Ferreres      | la Sénia | granja       |         | 40° 39′ 26″ N, 0° 16′ 39″ E / 40.6571879069713°N,0.27749842418595°E           |           |                     | Modifica les dades a Wikidata |
|        | Granja de Sanç          | la Sénia | granja       |         | 40° 38′ 49″ N, 0° 17′ 16″ E / 40.6470783105375°N,0.287677455622864°E          |           |                     | Modifica les dades a Wikidata |
|        | Granja del Beato        | la Sénia | granja       |         | 40° 37′ 53″ N, 0° 18′ 20″ E / 40.6313669537069°N,0.305634058548269°E          |           |                     | Modifica les dades a Wikidata |
|        | Granja del Cònsol       | la Sénia | granja       |         | 40° 39′ 15″ N, 0° 19′ 03″ E / 40.6541174582741°N,0.317538639878757°E          |           |                     | Modifica les dades a Wikidata |
|        | Granja del Sastre       | la Sénia | granja       |         | 40° 38′ 11″ N, 0° 19′ 50″ E / 40.6364963872731°N,0.330623948355636°E          |           |                     | Modifica les dades a Wikidata |

## masia
| imatge | Nom                     | Ubicat a | instància de | Detalls                                  | coordenades                                                                                                   | Protecció                                  | Commons (més fotos) | Dades a WD                    |
| ------ | ----------------------- | -------- | ------------ | ---------------------------------------- | --- | ------------------------------------------ | ------------------- | ----------------------------- |
|        | Casa Bernarda           | la Sénia | masia        |                                          | 40° 41′ 24″ N, 0° 17′ 23″ E / 40.6899802612998°N,0.289617483225868°E                                          |                                            |                     | Modifica les dades a Wikidata |
|        | Casa Gomis              | la Sénia | masia        | Estil: arquitectura popular 19th century | 40° 40′ 36″ N, 0° 19′ 13″ E / 40.676669°N,0.320325°E ca:Ctra. a Mas de Barberans, partida del Caixol 428 msnm | bé integrant del patrimoni cultural català |                     | Modifica les dades a Wikidata |
|        | Casa del Rei            | la Sénia | masia        |                                          | 40° 44′ 50″ N, 0° 12′ 36″ E / 40.7473276229673°N,0.209869630116635°E                                          |                                            |                     | Modifica les dades a Wikidata |
|        | Casa forestal de la Fou | la Sénia | masia        |                                          | 40° 43′ 16″ N, 0° 14′ 47″ E / 40.7209873846478°N,0.24645067942155°E                                           |                                            |                     | Modifica les dades a Wikidata |
|        | Caseta de Maçana        | la Sénia | masia        |                                          | 40° 46′ 44″ N, 0° 14′ 31″ E / 40.778900848104°N,0.24184310973424°E                                            |                                            |                     | Modifica les dades a Wikidata |
|        | Caseta de Saro          | la Sénia | masia        |                                          | 40° 45′ 30″ N, 0° 17′ 16″ E / 40.7583668226313°N,0.287882150459395°E                                          |                                            |                     | Modifica les dades a Wikidata |
|        | Caseta de la Mujer      | la Sénia | masia        |                                          | 40° 44′ 58″ N, 0° 15′ 11″ E / 40.7494103590082°N,0.253106296847561°E                                          |                                            |                     | Modifica les dades a Wikidata |
|        | Caseta del Guerxo       | la Sénia | masia        |                                          | 40° 43′ 52″ N, 0° 12′ 17″ E / 40.7311689496276°N,0.204660608676306°E                                          |                                            |                     | Modifica les dades a Wikidata |
|        | Caseta del Monjo        | la Sénia | masia        |                                          | 40° 44′ 47″ N, 0° 11′ 20″ E / 40.7464461468378°N,0.188778592915415°E                                          |                                            |                     | Modifica les dades a Wikidata |
|        | Casetes Velles          | la Sénia | masia        |                                          | 40° 46′ 04″ N, 0° 16′ 59″ E / 40.7677897959799°N,0.2829732814334°E                                            |                                            |                     | Modifica les dades a Wikidata |
|        | Casetes de Capgròs      | la Sénia | masia        |                                          | 40° 45′ 35″ N, 0° 16′ 01″ E / 40.7597622704004°N,0.266870734827072°E                                          |                                            |                     | Modifica les dades a Wikidata |
|        | Casetes del Custòdio    | la Sénia | masia        |                                          | 40° 45′ 16″ N, 0° 14′ 49″ E / 40.7543265767781°N,0.246993421762517°E                                          |                                            |                     | Modifica les dades a Wikidata |
|        | Mas                     | la Sénia | masia        | Estil: arquitectura popular              | 40° 38′ 29″ N, 0° 16′ 50″ E / 40.64126°N,0.280464°E                                                           | bé integrant del patrimoni cultural català |                     | Modifica les dades a Wikidata |
|        | Mas d'Arciset           | la Sénia | masia        |                                          | 40° 40′ 31″ N, 0° 19′ 06″ E / 40.6753452422185°N,0.318213545662483°E                                          |                                            |                     | Modifica les dades a Wikidata |
|        | Mas de Bolero           | la Sénia | masia        |                                          | 40° 45′ 39″ N, 0° 16′ 13″ E / 40.7607087969991°N,0.270326399014459°E                                          |                                            |                     | Modifica les dades a Wikidata |
|        | Mas de Cucala           | la Sénia | masia        |                                          | 40° 36′ 44″ N, 0° 19′ 36″ E / 40.6121908451722°N,0.326568882047144°E                                          |                                            |                     | Modifica les dades a Wikidata |
|        | Mas de Favaró           | la Sénia | masia        |                                          | 40° 39′ 08″ N, 0° 20′ 58″ E / 40.6521715983307°N,0.349488954525294°E                                          |                                            |                     | Modifica les dades a Wikidata |
|        | Mas de Lluneta          | la Sénia | masia        | Estil: arquitectura popular              | 40° 40′ 10″ N, 0° 19′ 18″ E / 40.6694972834228°N,0.321606487128164°E                                          | bé integrant del patrimoni cultural català |                     | Modifica les dades a Wikidata |
|        | Mas de Lluïset          | la Sénia | masia        |                                          | 40° 39′ 14″ N, 0° 17′ 28″ E / 40.6537977658773°N,0.291130576181603°E                                          |                                            |                     | Modifica les dades a Wikidata |
|        | Mas de Marcel           | la Sénia | masia        |                                          | 40° 38′ 16″ N, 0° 20′ 44″ E / 40.6378241536492°N,0.345622895182816°E                                          |                                            |                     | Modifica les dades a Wikidata |
|        | Mas de Marco Bello      | la Sénia | masia        |                                          | 40° 36′ 58″ N, 0° 19′ 07″ E / 40.6161332252029°N,0.318681296374831°E                                          |                                            |                     | Modifica les dades a Wikidata |
|        | Mas de Minton           | la Sénia | masia        |                                          | 40° 39′ 25″ N, 0° 18′ 27″ E / 40.6568212919595°N,0.307554504424068°E                                          |                                            |                     | Modifica les dades a Wikidata |
|        | Mas de Pasqual          | la Sénia | masia        | Estil: arquitectura popular              | 40° 41′ 08″ N, 0° 19′ 47″ E / 40.685645°N,0.329727°E                                                          | bé integrant del patrimoni cultural català |                     | Modifica les dades a Wikidata |
|        | Mas de Pataques         | la Sénia | masia        |                                          | 40° 45′ 33″ N, 0° 16′ 52″ E / 40.7591286281636°N,0.281217752882385°E                                          |                                            |                     | Modifica les dades a Wikidata |
|        | Mas de Petroli          | la Sénia | masia        |                                          | 40° 38′ 12″ N, 0° 20′ 21″ E / 40.6367473496405°N,0.339150686375441°E                                          |                                            |                     | Modifica les dades a Wikidata |
|        | Mas de Poblet           | la Sénia | masia        |                                          | 40° 38′ 10″ N, 0° 20′ 47″ E / 40.6360763542306°N,0.346389761702688°E                                          |                                            |                     | Modifica les dades a Wikidata |
|        | Mas de Robert           | la Sénia | masia        |                                          | 40° 44′ 20″ N, 0° 10′ 52″ E / 40.7389070470367°N,0.181020258325544°E                                          |                                            |                     | Modifica les dades a Wikidata |
|        | Mas de Sit              | la Sénia | masia        |                                          | 40° 38′ 53″ N, 0° 19′ 31″ E / 40.6480171790193°N,0.325197816233881°E                                          |                                            |                     | Modifica les dades a Wikidata |
|        | Mas de Siurana          | la Sénia | masia        |                                          | 40° 39′ 00″ N, 0° 20′ 54″ E / 40.65012743252°N,0.34839859038569°E                                             |                                            |                     | Modifica les dades a Wikidata |
|        | Mas de l'Amat           | la Sénia | masia        | Estil: arquitectura popular              | 40° 45′ 15″ N, 0° 13′ 12″ E / 40.754126°N,0.219985°E                                                          | bé integrant del patrimoni cultural català |                     | Modifica les dades a Wikidata |
|        | Mas de l'Arramblat      | la Sénia | masia        |                                          | 40° 40′ 52″ N, 0° 19′ 59″ E / 40.6811473652976°N,0.333042466840967°E                                          |                                            |                     | Modifica les dades a Wikidata |
|        | Mas de l'Hostaler       | la Sénia | masia        |                                          | 40° 44′ 39″ N, 0° 10′ 53″ E / 40.7441639941529°N,0.181259992083694°E                                          |                                            |                     | Modifica les dades a Wikidata |
|        | Mas de l'Hostalera      | la Sénia | masia        |                                          | 40° 41′ 01″ N, 0° 19′ 57″ E / 40.6835677919715°N,0.332543633784042°E                                          |                                            |                     | Modifica les dades a Wikidata |
|        | Mas de la Bassa Roja    | la Sénia | masia        | Estil: arquitectura popular              | 40° 39′ 01″ N, 0° 18′ 54″ E / 40.650245°N,0.314903°E                                                          | bé integrant del patrimoni cultural català |                     | Modifica les dades a Wikidata |
|        | Mas de la Manescala     | la Sénia | masia        |                                          | 40° 39′ 35″ N, 0° 18′ 12″ E / 40.6596032207861°N,0.30325555372673°E                                           |                                            |                     | Modifica les dades a Wikidata |
|        | Mas de la Pixana        | la Sénia | masia        |                                          | 40° 36′ 42″ N, 0° 19′ 45″ E / 40.6115722379071°N,0.329028326134328°E                                          |                                            |                     | Modifica les dades a Wikidata |
|        | Mas de la Vallcanera    | la Sénia | masia        |                                          | 40° 45′ 09″ N, 0° 14′ 54″ E / 40.75261°N,0.248391°E                                                           | bé integrant del patrimoni cultural català |                     | Modifica les dades a Wikidata |
|        | Mas de les Faixes       | la Sénia | masia        |                                          | 40° 40′ 38″ N, 0° 18′ 03″ E / 40.6773376184821°N,0.300907874184087°E                                          |                                            |                     | Modifica les dades a Wikidata |
|        | Mas del Carxol          | la Sénia | masia        | Estil: arquitectura popular              | 40° 40′ 36″ N, 0° 18′ 41″ E / 40.6766066815211°N,0.311265624238946°E                                          | bé integrant del patrimoni cultural català |                     | Modifica les dades a Wikidata |
|        | Mas del Carxoler        | la Sénia | masia        |                                          | 40° 38′ 52″ N, 0° 19′ 38″ E / 40.6477457441204°N,0.327088943574627°E                                          |                                            |                     | Modifica les dades a Wikidata |
|        | Mas del Rató            | la Sénia | masia        |                                          | 40° 36′ 46″ N, 0° 19′ 34″ E / 40.6128122964554°N,0.326177691155731°E                                          |                                            |                     | Modifica les dades a Wikidata |
|        | Mas del Sargento        | la Sénia | masia        | Estil: arquitectura popular              | 40° 45′ 08″ N, 0° 14′ 09″ E / 40.7521964929103°N,0.23588868959844°E                                           | bé integrant del patrimoni cultural català |                     | Modifica les dades a Wikidata |
|        | Mas del Torril          | la Sénia | masia        |                                          | 40° 37′ 13″ N, 0° 18′ 29″ E / 40.6203427402849°N,0.307980525289453°E 307 msnm                                 |                                            |                     | Modifica les dades a Wikidata |
|        | Mas dels Barruts        | la Sénia | masia        |                                          | 40° 36′ 59″ N, 0° 19′ 22″ E / 40.6165045823039°N,0.322649826801114°E                                          |                                            |                     | Modifica les dades a Wikidata |
|        | Maset de la Font Roja   | la Sénia | masia        |                                          | 40° 40′ 10″ N, 0° 18′ 25″ E / 40.6695678988655°N,0.306840418539067°E                                          |                                            |                     | Modifica les dades a Wikidata |
|        | Maset de les Caberoles  | la Sénia | masia        |                                          | 40° 40′ 09″ N, 0° 17′ 55″ E / 40.6691743145939°N,0.298481025491922°E                                          |                                            |                     | Modifica les dades a Wikidata |
|        | Masos de Millers        | la Sénia | masia        |                                          | 40° 46′ 40″ N, 0° 16′ 03″ E / 40.7776862981201°N,0.26762863030597°E                                           |                                            |                     | Modifica les dades a Wikidata |
|        | la Tanca                | la Sénia | masia        |                                          | 40° 37′ 31″ N, 0° 17′ 12″ E / 40.62533831586°N,0.286678133189814°E                                            |                                            |                     | Modifica les dades a Wikidata |
|        | la Torre de Martí       | la Sénia | masia        |                                          | 40° 37′ 34″ N, 0° 19′ 41″ E / 40.626239637182°N,0.32806507973062°E                                            |                                            |                     | Modifica les dades a Wikidata |
|        | lo Batanet              | la Sénia | masia        |                                          | 40° 38′ 21″ N, 0° 16′ 02″ E / 40.639226874801°N,0.26724451210733°E                                            |                                            |                     | Modifica les dades a Wikidata |

## molí d'aigua
| imatge | Nom                 | Ubicat a | instància de | Detalls                     | coordenades                                                                   | Protecció                                  | Commons (més fotos) | Dades a WD                    |
| ------ | ------------------- | -------- | ------------ | --------------------------- | ----------------------------------------------------------------------------- | ------------------------------------------ | ------------------- | ----------------------------- |
|        | Molí Samarro        | la Sénia | molí d'aigua |                             | 40° 38′ 19″ N, 0° 16′ 33″ E / 40.6386321486572°N,0.275935457979003°E 373 msnm |                                            |                     | Modifica les dades a Wikidata |
|        | Molí de Malany      | la Sénia | molí d'aigua |                             | 40° 38′ 50″ N, 0° 16′ 08″ E / 40.6472597812117°N,0.26902126306371°E 366 msnm  |                                            |                     | Modifica les dades a Wikidata |
|        | Molí de Virgili     | la Sénia | molí d'aigua | Estil: arquitectura popular | 40° 38′ 05″ N, 0° 16′ 41″ E / 40.634634°N,0.277931°E                          | bé integrant del patrimoni cultural català |                     | Modifica les dades a Wikidata |
|        | Molí de l'Hospital  | la Sénia | molí d'aigua |                             | 40° 37′ 28″ N, 0° 17′ 55″ E / 40.624395424344°N,0.298703313805364°E 295 msnm  |                                            |                     | Modifica les dades a Wikidata |
|        | Molí de la Roca     | la Sénia | molí d'aigua |                             | 40° 36′ 42″ N, 0° 19′ 34″ E / 40.611802218083°N,0.326123428522055°E 270 msnm  |                                            |                     | Modifica les dades a Wikidata |
|        | Molí l'Abella       | la Sénia | molí d'aigua | Estil: arquitectura popular | 40° 37′ 38″ N, 0° 17′ 01″ E / 40.627196°N,0.283742°E                          | bé integrant del patrimoni cultural català |                     | Modifica les dades a Wikidata |
|        | molí de Miquel Joan | la Sénia | molí d'aigua | Estil: arquitectura popular | 40° 38′ 06″ N, 0° 16′ 47″ E / 40.635047°N,0.279794°E                          | bé integrant del patrimoni cultural català |                     | Modifica les dades a Wikidata |
|        | molí de la Sénia    | la Sénia | molí d'aigua | Estil: arquitectura popular | 40° 38′ 04″ N, 0° 16′ 39″ E / 40.634491°N,0.277606°E                          | bé integrant del patrimoni cultural català |                     | Modifica les dades a Wikidata |

## muntanya
| imatge | Nom                       | Ubicat a                                      | instància de | Detalls | coordenades                                                                  | Protecció | Commons (més fotos) | Dades a WD                    |
| ------ | ------------------------- | --------------------------------------------- | ------------ | ------- | ---------------------------------------------------------------------------- | --------- | ------------------- | ----------------------------- |
|        | Catinell                  | Roquetes la Sénia                             | muntanya     |         | 40° 45′ 31″ N, 0° 17′ 23″ E / 40.75873°N,0.289653°E 1350 msnm                |           |                     | Modifica les dades a Wikidata |
|        | Los Castells              | la Sénia                                      | muntanya     |         | 40° 40′ 16″ N, 0° 17′ 39″ E / 40.6711°N,0.294297°E 724.6 msnm                |           |                     | Modifica les dades a Wikidata |
|        | Mola Aixada               | la Sénia                                      | muntanya     |         | 40° 43′ 13″ N, 0° 14′ 02″ E / 40.72036944°N,0.23395861°E 993.1 msnm          |           |                     | Modifica les dades a Wikidata |
|        | Mola de la Bóta           | Mas de Barberans la Sénia                     | muntanya     |         | 40° 44′ 57″ N, 0° 17′ 30″ E / 40.74911389°N,0.2917°E 1343.3 msnm             |           |                     | Modifica les dades a Wikidata |
|        | Mola del Boix             | Mas de Barberans la Sénia                     | muntanya     |         | 40° 44′ 17″ N, 0° 16′ 50″ E / 40.73804167°N,0.28058889°E 1221.8 msnm         |           |                     | Modifica les dades a Wikidata |
|        | Moleta dels Hortets       | la Sénia                                      | muntanya     |         | 40° 43′ 50″ N, 0° 14′ 34″ E / 40.7305°N,0.242669°E 927.8 msnm                |           |                     | Modifica les dades a Wikidata |
|        | Morral Desplegat          | la Pobla de Benifassà la Sénia                | muntanya     |         | 40° 42′ 59″ N, 0° 13′ 39″ E / 40.71629444°N,0.22739167°E 1012.6 msnm         |           |                     | Modifica les dades a Wikidata |
|        | Morral Llampat            | la Pobla de Benifassà la Sénia                | muntanya     |         | 40° 42′ 03″ N, 0° 14′ 40″ E / 40.70079194°N,0.24457778°E 1042.6 msnm         |           |                     | Modifica les dades a Wikidata |
|        | Morral de Catinell        | la Sénia                                      | muntanya     |         | 40° 44′ 32″ N, 0° 15′ 44″ E / 40.7421°N,0.262197°E 1131.1 msnm               |           |                     | Modifica les dades a Wikidata |
|        | Morral del Turmell        | la Sénia                                      | muntanya     |         | 40° 44′ 23″ N, 0° 14′ 35″ E / 40.73966389°N,0.242975°E 1305.2 msnm           |           |                     | Modifica les dades a Wikidata |
|        | Punta de Campflorit       | la Sénia                                      | muntanya     |         | 40° 44′ 10″ N, 0° 12′ 38″ E / 40.73605°N,0.21064444°E 1282.3 msnm            |           |                     | Modifica les dades a Wikidata |
|        | Punta de l'Avenc          | la Sénia                                      | muntanya     |         | 40° 42′ 32″ N, 0° 15′ 56″ E / 40.7088°N,0.26565°E 1037.6 msnm                |           |                     | Modifica les dades a Wikidata |
|        | Punta de l'Enderrocada    | la Sénia                                      | muntanya     |         | 40° 44′ 20″ N, 0° 14′ 27″ E / 40.73895556°N,0.24085°E 1307.6 msnm            |           |                     | Modifica les dades a Wikidata |
|        | Punta de la Devesa        | la Sénia                                      | muntanya     |         | 40° 44′ 12″ N, 0° 14′ 52″ E / 40.7366°N,0.247881°E 1315.7 msnm               |           |                     | Modifica les dades a Wikidata |
|        | Punta de la Puça          | la Sénia                                      | muntanya     |         | 40° 43′ 52″ N, 0° 15′ 44″ E / 40.73114722°N,0.26211667°E 1147.6 msnm         |           |                     | Modifica les dades a Wikidata |
|        | Punta de la Torroja       | la Sénia                                      | muntanya     |         | 40° 45′ 04″ N, 0° 09′ 31″ E / 40.751111111111°N,0.15861111111111°E 1204 msnm |           |                     | Modifica les dades a Wikidata |
|        | Punta del Boixet          | la Sénia                                      | muntanya     |         | 40° 45′ 07″ N, 0° 10′ 45″ E / 40.7519°N,0.179056°E 1248.6 msnm               |           |                     | Modifica les dades a Wikidata |
|        | Selleta de Pallerols      | la Pobla de Benifassà la Sénia                | muntanya     |         | 40° 40′ 20″ N, 0° 16′ 57″ E / 40.67229167°N,0.28255833°E 775.5 msnm          |           |                     | Modifica les dades a Wikidata |
|        | Tossal d'Espada           | la Sénia                                      | muntanya     |         | 40° 46′ 20″ N, 0° 14′ 34″ E / 40.7721°N,0.242783°E 1163.1 msnm               |           |                     | Modifica les dades a Wikidata |
|        | Tossal de Roses           | Mas de Barberans la Sénia                     | muntanya     |         | 40° 41′ 17″ N, 0° 19′ 48″ E / 40.6881°N,0.330028°E 491.4 msnm                |           |                     | Modifica les dades a Wikidata |
|        | Tossal de la Gotellera    | la Sénia                                      | muntanya     |         | 40° 41′ 06″ N, 0° 18′ 37″ E / 40.68491472°N,0.31034444°E 700.8 msnm          |           |                     | Modifica les dades a Wikidata |
|        | Tossal del Rei            | la Sénia Vall-de-roures la Pobla de Benifassà | muntanya     |         | 40° 43′ 58″ N, 0° 10′ 13″ E / 40.732788284°N,0.170231508703°E 1350 msnm      |           | Tossal del Rei      | Modifica les dades a Wikidata |
|        | el Negrell                | la Sénia                                      | muntanya     |         | 40° 44′ 03″ N, 0° 13′ 38″ E / 40.7341570377°N,0.227329062732°E 1345 msnm     |           | El Negrell          | Modifica les dades a Wikidata |
|        | l'Escaleta                | la Pobla de Benifassà la Sénia                | muntanya     |         | 40° 42′ 01″ N, 0° 16′ 21″ E / 40.7002°N,0.272553°E 1068.8 msnm               |           |                     | Modifica les dades a Wikidata |
|        | la Coscollosa             | la Sénia                                      | muntanya     |         | 40° 46′ 03″ N, 0° 12′ 44″ E / 40.76757389°N,0.21210833°E 1227.4 msnm         |           |                     | Modifica les dades a Wikidata |
|        | la Gotellera              | la Pobla de Benifassà la Sénia                | muntanya     |         | 40° 41′ 38″ N, 0° 16′ 40″ E / 40.69386944°N,0.27791389°E 1003.8 msnm         |           |                     | Modifica les dades a Wikidata |
|        | la Petarra                | Mas de Barberans la Sénia                     | muntanya     |         | 40° 41′ 33″ N, 0° 19′ 13″ E / 40.6924°N,0.320264°E 606.6 msnm                |           |                     | Modifica les dades a Wikidata |
|        | la Portella del Pinell    | Mas de Barberans la Sénia                     | muntanya     |         | 40° 42′ 46″ N, 0° 18′ 23″ E / 40.712783°N,0.306421°E 1098 msnm               |           |                     | Modifica les dades a Wikidata |
|        | les Mirandes              | Roquetes la Sénia                             | muntanya     |         | 40° 45′ 20″ N, 0° 17′ 35″ E / 40.75563889°N,0.29297222°E 1321.7 msnm         |           |                     | Modifica les dades a Wikidata |
|        | les Portelles             | la Sénia                                      | muntanya     |         | 40° 44′ 26″ N, 0° 12′ 23″ E / 40.740512°N,0.20625°E 1175.5 msnm              |           |                     | Modifica les dades a Wikidata |
|        | les Portelles dels Maquis | la Sénia                                      | muntanya     |         | 40° 44′ 20″ N, 0° 12′ 24″ E / 40.738966°N,0.206753°E 1197.7 msnm             |           |                     | Modifica les dades a Wikidata |
|        | tossal d'en Cervera       | la Pobla de Benifassà la Sénia                | muntanya     |         | 40° 43′ 26″ N, 0° 11′ 50″ E / 40.723888888889°N,0.19722222222222°E 1347 msnm |           |                     | Modifica les dades a Wikidata |

## polígon industrial
| imatge | Nom                                | Ubicat a | instància de       | Detalls | coordenades                                                          | Protecció | Commons (més fotos) | Dades a WD                    |
| ------ | ---------------------------------- | -------- | ------------------ | ------- | -------------------------------------------------------------------- | --------- | ------------------- | ----------------------------- |
|        | Polígon industrial Les Mataltes    | la Sénia | polígon industrial |         | 40° 38′ 25″ N, 0° 20′ 12″ E / 40.6402136614151°N,0.336742678288103°E |           |                     | Modifica les dades a Wikidata |
|        | Polígon industrial Pla de la Bassa | la Sénia | polígon industrial |         | 40° 37′ 48″ N, 0° 17′ 39″ E / 40.6299529992085°N,0.294093071436039°E |           |                     | Modifica les dades a Wikidata |
|        | Polígon industrial Zona A Nord     | la Sénia | polígon industrial |         | 40° 38′ 31″ N, 0° 16′ 34″ E / 40.6420484738762°N,0.276044790378429°E |           |                     | Modifica les dades a Wikidata |
|        | Polígon industrial Zona A Sud      | la Sénia | polígon industrial |         | 40° 38′ 03″ N, 0° 18′ 32″ E / 40.6340486483633°N,0.309002209470687°E |           |                     | Modifica les dades a Wikidata |

## pont
| imatge | Nom                            | Ubicat a | instància de | Detalls                                     | coordenades                                                                                      | Protecció                                  | Commons (més fotos)            | Dades a WD                    |
| ------ | ------------------------------ | -------- | ------------ | ------------------------------------------- | ------------------------------------------------------------------------------------------------ | ------------------------------------------ | ------------------------------ | ----------------------------- |
|        | Pont de Malany                 | la Sénia | pont         | Travessa: Sénia                             | 40° 38′ 54″ N, 0° 16′ 10″ E / 40.6483491118324°N,0.269378896616906°E                             |                                            |                                | Modifica les dades a Wikidata |
|        | Pont de la Guimerana           | la Sénia | pont         |                                             | 40° 46′ 02″ N, 0° 13′ 49″ E / 40.7672654521847°N,0.230264603034366°E                             |                                            |                                | Modifica les dades a Wikidata |
|        | Pont del Molí la Roca          | la Sénia | pont         | Estil: arquitectura popular Travessa: Sénia | 40° 36′ 43″ N, 0° 19′ 36″ E / 40.611881°N,0.326703°E ca:Crtra. de la Sénia a Ulldecona, km 11    | bé integrant del patrimoni cultural català |                                | Modifica les dades a Wikidata |
|        | Pont vell de les Cases del Riu | la Sénia | pont         | Estil: arquitectura popular Travessa: Sénia | 40° 38′ 02″ N, 0° 16′ 37″ E / 40.633969°N,0.27688°E ca:Camí vell de la Sénia a les Cases del Riu | bé integrant del patrimoni cultural català | Pont vell de les Cases del Riu | Modifica les dades a Wikidata |

## pou
| imatge | Nom                 | Ubicat a | instància de | Detalls                     | coordenades                                                                    | Protecció                                  | Commons (més fotos) | Dades a WD                    |
| ------ | ------------------- | -------- | ------------ | --------------------------- | ------------------------------------------------------------------------------ | ------------------------------------------ | ------------------- | ----------------------------- |
|        | Pou de Torril       | la Sénia | pou          | Estil: arquitectura popular | 40° 39′ 44″ N, 0° 17′ 25″ E / 40.662257°N,0.290211°E ca:Camí del Pou de Torril | bé integrant del patrimoni cultural català | Pou de Torril       | Modifica les dades a Wikidata |
|        | Pou de la Ricarda   | la Sénia | pou          | Estil: arquitectura popular | 40° 40′ 31″ N, 0° 18′ 48″ E / 40.67537°N,0.313268°E                            | bé integrant del patrimoni cultural català | Pou de la Ricarda   | Modifica les dades a Wikidata |
|        | Pou de les Senioles | la Sénia | pou          | Estil: arquitectura popular | 40° 39′ 18″ N, 0° 17′ 40″ E / 40.654887°N,0.294361°E                           | bé integrant del patrimoni cultural català | Pou de les Sinyoles | Modifica les dades a Wikidata |
|        | Povet d'Homedes     | la Sénia | pou          | Estil: arquitectura popular | 40° 39′ 56″ N, 0° 18′ 38″ E / 40.665422°N,0.310684°E                           | bé integrant del patrimoni cultural català | Povet d'Homedes     | Modifica les dades a Wikidata |

## safareig
| imatge | Nom                  | Ubicat a | instància de | Detalls                     | coordenades                                                                                 | Protecció                                  | Commons (més fotos)             | Dades a WD                    |
| ------ | -------------------- | -------- | ------------ | --------------------------- | ------------------------------------------------------------------------------------------- | ------------------------------------------ | ------------------------------- | ----------------------------- |
|        | Safareig de la Nòria | la Sénia | safareig     | Estil: arquitectura popular | 40° 38′ 09″ N, 0° 16′ 42″ E / 40.635797°N,0.278252°E ca:Jaume I, 43-45 366 msnm             | bé integrant del patrimoni cultural català | Safareig de la Nòria            | Modifica les dades a Wikidata |
|        | Safareig de la Plaça | la Sénia | safareig     | Estil: arquitectura popular | 40° 38′ 04″ N, 0° 16′ 46″ E / 40.634501°N,0.27952°E ca:Bailèn. Sota la plaça Major 368 msnm | bé integrant del patrimoni cultural català | Safareig de la Plaça (la Sénia) | Modifica les dades a Wikidata |
|        | Safareig del Calvari | la Sénia | safareig     | Estil: arquitectura popular | 40° 38′ 00″ N, 0° 17′ 02″ E / 40.633232°N,0.283946°E ca:C. Rossell 365 msnm                 | bé integrant del patrimoni cultural català | Safareig del Calvari            | Modifica les dades a Wikidata |

## vèrtex geodèsic
| imatge | Nom          | Ubicat a | instància de    | Detalls   | coordenades                                                       | Protecció | Commons (més fotos) | Dades a WD                    |
| ------ | ------------ | -------- | --------------- | --------- | ----------------------------------------------------------------- | --------- | ------------------- | ----------------------------- |
|        | Boixet       | la Sénia | vèrtex geodèsic | Alt: 1.2m | 40° 45′ 14″ N, 0° 10′ 46″ E / 40.75402°N,0.179526°E 1212.651 msnm |           |                     | Modifica les dades a Wikidata |
|        | Martí        | la Sénia | vèrtex geodèsic |           | 40° 37′ 33″ N, 0° 19′ 42″ E / 40.625941°N,0.328458°E 296.207 msnm |           |                     | Modifica les dades a Wikidata |
|        | Montenegrelo | la Sénia | vèrtex geodèsic | Alt: 1.2m | 40° 44′ 03″ N, 0° 13′ 38″ E / 40.734137°N,0.227335°E 1345.32 msnm |           |                     | Modifica les dades a Wikidata |

## Misc
| imatge | Nom                                    | Ubicat a                                                                                                 | instància de                                   | Detalls                                                       | coordenades | Protecció                                  | Commons (més fotos)                    | Dades a WD                    |
| ------ | -------------------------------------- | --- | ---------------------------------------------- | ------------------------------------------------------------- | --- | ------------------------------------------ | -------------------------------------- | ----------------------------- |
|        | Abeuradors del Camí del Cementiri      | la Sénia                                                                                                 | abeurador                                      |                                                               | 40° 38′ 29″ N, 0° 16′ 42″ E / 40.6414°N,0.278436°E |                                            |                                        | Modifica les dades a Wikidata |
|        | Calvari                                | la Sénia                                                                                                 | calvari                                        | Estil: arquitectura barroca arquitectura popular 18th century | 40° 37′ 53″ N, 0° 16′ 59″ E / 40.631459°N,0.282988°E ca:C. del Calvari                                                                                                   | bé integrant del patrimoni cultural català |                                        | Modifica les dades a Wikidata |
|        | Camp d'Aviació de la Sénia             | la Sénia                                                                                                 | base aèria aeròdrom petit Ús: museu aeronàutic | Estil: arquitectura popular                                   | 40° 37′ 24″ N, 0° 18′ 27″ E / 40.623251°N,0.307559°E ca:Camí dels Plans,a 2,5 km sud-est direcció a la Sénia                                                             | bé cultural d'interès local                | Camp d'aviació de la Sénia             | Modifica les dades a Wikidata |
|        | Carrer Galileu                         | la Sénia                                                                                                 | carrer                                         | Estil: arquitectura popular                                   | 40° 38′ 08″ N, 0° 16′ 44″ E / 40.635522°N,0.27876°E | bé integrant del patrimoni cultural català |                                        | Modifica les dades a Wikidata |
|        | Cementiri municipal de la Sénia        | la Sénia                                                                                                 | cementiri                                      | Estil: arquitectura eclèctica                                 | 40° 38′ 39″ N, 0° 16′ 37″ E / 40.644139°N,0.276983°E | bé integrant del patrimoni cultural català |                                        | Modifica les dades a Wikidata |
|        | Cine del Camp d'Aviació de La Sénia    | la Sénia                                                                                                 | sala de cinema edifici desaparegut             | Estat: enderrocat o destruït                                  | 40° 37′ 23″ N, 0° 18′ 28″ E / 40.623116°N,0.307736°E Camp d'Aviació de la Sénia                                                                                          |                                            |                                        | Modifica les dades a Wikidata |
|        | Fageda del Retaule                     | la Sénia                                                                                                 | indret                                         |                                                               | 40° 44′ 58″ N, 0° 16′ 06″ E / 40.749387°N,0.268311°E 1075 msnm |                                            | Fageda del Retaule                     | Modifica les dades a Wikidata |
|        | Forn de calç                           | la Sénia                                                                                                 | forn de calç                                   | Estil: arquitectura popular                                   | | bé integrant del patrimoni cultural català |                                        | Modifica les dades a Wikidata |
|        | Les Coves de Martí                     | la Sénia                                                                                                 | casa forta                                     | Estil: historicisme arquitectònic 1895                        | 40° 37′ 33″ N, 0° 19′ 43″ E / 40.625858°N,0.328512°E ca:Ctra. la Galera - la Sénia, km 19-20                                                                             | bé integrant del patrimoni cultural català |                                        | Modifica les dades a Wikidata |
|        | Molí de la Roca                        | la Sénia                                                                                                 | nucli de població                              |                                                               | 40° 36′ 43″ N, 0° 19′ 36″ E / 40.61194444°N,0.32666667°E |                                            |                                        | Modifica les dades a Wikidata |
|        | Parc natural dels Ports                | Arnes Horta de Sant Joan Prat de Comte Alfara de Carles Paüls Roquetes Tortosa Mas de Barberans la Sénia | parc natural àrea protegida parc natural       | 2001 Superfície: 35050 35404.4537ha                           | 40° 48′ 28″ N, 0° 19′ 07″ E / 40.80783056°N,0.31860278°E |                                            | Els Ports Natural Park                 | Modifica les dades a Wikidata |
|        | Prat d'en Rubera                       | la Sénia                                                                                                 | zona humida                                    | Superfície: 1.38ha                                            | 40° 44′ 50″ N, 0° 12′ 38″ E / 40.7472°N,0.210511°E |                                            |                                        | Modifica les dades a Wikidata |
|        | Rafalgarí                              | la Sénia                                                                                                 | assentament humà                               |                                                               | 40° 44′ 37″ N, 0° 11′ 04″ E / 40.743596°N,0.18455°E 1243 msnm |                                            |                                        | Modifica les dades a Wikidata |
|        | Sénia                                  | la Pobla de Benifassà la Sénia Rossell Sant Rafel del Riu Ulldecona Alcanar Vinaròs                      | curs d'aigua                                   | Desemboca: mar Mediterrània Llarg: 49km Conca: 197.5km²       | 40° 40′ 15″ N, 0° 14′ 03″ E / 40.6709°N,0.2341°E 40° 31′ 23″ N, 0° 30′ 52″ E / 40.5229583827778°N,0.514522790833333°E 40° 35′ 10″ N, 0° 25′ 07″ E / 40.58606°N,0.41868°E |                                            | Sénia River                            | Modifica les dades a Wikidata |
|        | capella de la Mare de Déu de Pallerols | la Sénia                                                                                                 | capella                                        | Estil: arquitectura popular 20th century                      | 40° 40′ 40″ N, 0° 16′ 59″ E / 40.677716°N,0.282987°E ca:Muntanya de Pallerols                                                                                            | bé integrant del patrimoni cultural català | Capella de la Mare de Déu de Pallerols | Modifica les dades a Wikidata |
|        | casa consistorial de la Sénia          | la Sénia                                                                                                 | casa consistorial                              |                                                               | 40° 38′ 00″ N, 0° 17′ 07″ E / 40.6333253°N,0.2852223°E |                                            | Town hall of La Sénia                  | Modifica les dades a Wikidata |
|        | creu de terme del Prigó                | la Sénia                                                                                                 | creu de terme                                  | Estil: arquitectura gòtica                                    | 40° 37′ 59″ N, 0° 17′ 10″ E / 40.633111182078565°N,0.2861947975401513°E 361 msnm                                                                                         | bé integrant del patrimoni cultural català | Creu de terme del Prigó                | Modifica les dades a Wikidata |
|        | l'Espinal                              | la Sénia                                                                                                 | fita edifici històric                          |                                                               | 40° 45′ 15″ N, 0° 17′ 02″ E / 40.7541908041951°N,0.283811648560513°E |                                            |                                        | Modifica les dades a Wikidata |
|        | la Mallada del Pinell                  | Mas de Barberans la Sénia                                                                                | serra                                          |                                                               | 40° 42′ 12″ N, 0° 18′ 15″ E / 40.7032°N,0.304247°E 863.3 msnm |                                            |                                        | Modifica les dades a Wikidata |
|        | refugi Font Ferrera                    | la Sénia                                                                                                 | refugi de muntanya                             | 1997 Hi passa: GR 7                                           | 40° 43′ 45″ N, 0° 12′ 11″ E / 40.7291°N,0.203186°E ca:Al nord del Tossal d'en Cervera 1157 msnm                                                                          |                                            | Refugi Font Ferrera                    | Modifica les dades a Wikidata |